# Papuasnärtfågel
Papuasnärtfågel (Androphobus viridis) är en fågel i familjen snärtfåglar inom ordningen tättingar.

## Utbredning och systematik
Fågelns utbredningsområde är på Nya Guinea (Sudirmanbergen och Weylandbergen). Den placeras som enda art i släktet Androphobus. 

## Status
IUCN kategoriserar arten som livskraftig.